# Struma ovarii
Struma ovarii är en ovanlig tumör i äggstockarna, där tumörens celler fullständigt eller till större delen består av sköldkörtelceller. Det är därmed ett slags teratom, eftersom tumörens celler inte bildats av vävnad där tumören är belägen. De flesta struma ovarii är godartade.
Struma ovarii beskrevs första gången av Richard Böttlin 1889. Malign struma ovarii beskrevs första gången 1956 av Per Wetteland.
Struma ovarii kan drabba kvinnor i alla åldrar, men är avsevärt mycket vanligare i fertil ålder. När den uppkommer, vilket är sällsynt, uppkommer den oftast bara på ena äggstocken, och tumören är vanligen godartad. Den kan emellertid vara hormonproducerade, och skapa en klinisk bild av giftstruma, men måste inte göra det. Andra symtom är att buken sväller upp till följd av ascites. Påtaglig ascites förekommer i ungefär hälften av fallen. Pleuravätskeutgjutning uppträder ibland. Ungefär hälften av fallen är tämligen asymtomatiska, men kan uppleva struman i äggstocken som en tryckkänsla.
Diagnos är svår att ställa. Struma ovarii kan inte konstateras under sonografi, datortomografi, eller kärnmagnetisk resonans, utan kräver en scintigrafisk undersökning. Biopsi visar multiadenomatös sköldkörtelvävnad.
Ett fåtal fall förekommer, när struma ovarii varit malign och metastaserat, vilket utgör 5-10% av fallen av den i övrigt sällsyna struma ovarii. Malign struma ovarii är vanligen carcinom.